# Аурел фон Ончул
Ауре́л О́нчул (*12 березня 1864, с. Верхній Віков, Південна Буковина, тепер Румунія — †30 вересня 1921, Бухарест, Румунське королівство) — румунський політичний діяч, доктор права, депутат Австрійського парламенту.

## Біографія
Народився 12 березня 1864 року в с. Верхній Віков (Південна Буковина, тепер Румунія) в сім'ї православного священика Ізидора Ончула, майбутнього професора Чернівецького університету.
Навчався в академії «Терезіанум» (Відень), пізніше в Чернівецькому і Віденському університеті. Доктор права. Автор численних статей та декількох наукових монографій «Страховий договір в австрійському праві»  [Архівовано 23 вересня 2009 у Wayback Machine.], «Коментар до страхового права при хворобах».

Служив в 16 гусарському полку в Чернівцях.
Працював повітовим старостою, згодом — директором буковинського відділення Моравського страхового товариства.
В серпні 1903 був обраний депутатом Буковинського сейму від Сучавського виборчого округу. Був засновником і керівником міжнаціонального депутатського клубу «Вільнодумний союз», провідними діячами якого були також Микола Василько і Степан Смаль-Стоцький (від українців), Бенно Штраухер (від євреїв), Стефан Стефанович (від вірменів). Завдяки злагодженій дії депутатів від «Вільнодумного союзу» вперше в історії було подолано політичну монополію румунського боярства в буковинському сеймі, проведено виборчу та освітню реформи, подолано міжнаціональну упередженість між різними етнічними групами Буковини.

В 1907—1918 двічі обирався депутатом Австрійського парламенту, представляючи в першому скликанні вільнодумних румунів, а в другому скликанні — румунську національно-демократичну партію.
Спростовував ненауковість тверджень про «рутенізацію» румунів Буковини. Зокрема, в статті, опублікованій у газеті «Privitorul» в 1902 році, А. Ончул писав: «знана живучість волоського елементу. Бо у Румунії, незважаючи на великий наплив чужинців, волоський елемент не тільки зберіг в цілості свою національність, але й асимілював без усяких останків значне число греків, болгар і вірмен… За таких обставин є уже з самого початку неймовірним, щоб тільки буковинські волохи були такі слабкі і протягом кількох десятків літ загубили свою ідентичність». Епохальне значення для розвитку румунсько-українських стосунків мала стаття А. Ончула «Румунське питання на Буковині», вперше опублікована в ясському журналі «Viaţa Romîneasca» в 1913 році.  [Архівовано 3 травня 2022 у Wayback Machine.]

Після розпаду Австро-Угорської імперії на початку листопада 1918 року А. Ончул був прихильником розподілу Буковини за етнічним принципом. 6 листопада 1918 року Аурел Ончул та Омелян Попович у взаємній згоді перебрали державну владу відповідно над румунською та українською частиною краю від останнього австрійського президента Буковини графа Й. Ецдорфа. Отримавши звістку про вторгнення на Буковину окупаційних військ королівської Румунії, А. Ончул вирушив до Сучави з протестом проти окупації, де був інтернований і вивезений в Ясси з забороною повертатися на Буковину.
«По румунській окупації осів Ончул в Букарешті, бо не смів вернути на Буковину, — згадував в своїх спогадах „Відродження Буковини“ (Львів, 1933) Омелян Попович. — Там помер 1921 р., проживши ледви 50 літ. Був це між румунами білий крук, що шанував права українців».
Помер 30 вересня 1921 року в місті Бухарест, похований в Чернівцях в родинній гробниці лицарського роду Ончулів.
В 1992 р. Чернівецька міська рада присвоїла ім'я А. Ончула вулиці, що прилягає до вулиці О. Поповича (колишні провулок та вулиця Кірова).